# Витт, Грегор
Грегор Витт (нем. Gregor Witt; род. 1968, Дрезден) — немецкий музыкант и музыкальный педагог, исполнитель на гобое, гобое д’амур и английском рожке.

## Биография
Грегор Витт учился в 1985—1989 годах в Высшей школе музыки имени Ханса Эйслера в Берлине у профессора Герда-Альбрехта Кляйнфельда. Работал первым гобоем в Штаатскапелле Мекленбурга и Комической опере в Берлине под руководством Даниеля Баренбойма. В 1992 году Даниель Баренбойм пригласил его солистом в Берлинскую Государственную капеллу, а в 1993 году и в Государственную оперу Берлина. В 1992 году Грегор Витт начал творческое сотрудничество с немецко-израильским молодёжным оркестром «Западно-Восточный диван».
Грегор Витт постоянно выступает как солист на международных музыкальных фестивалях: Международный фестиваль камерной музыки в Локенхаузе, Иерусалимский фестиваль камерной музыки, Неделя Германии в Санкт-Петербурге и других крупных фестивалях. Он гастролировал в европейских странах, Южной и Северной Америке, Японии, Израиле. Неоднократно выступал в Москве и Санкт-Петербурге. Среди постоянных партнёров Грегора Витта: виолончелист Давид Герингас, скрипачка Юлия Фишер, пианист Лан Лан, исполнитель на фаготе Клаус Тунеманн, валторнистка Мари-Луиза Нойнекер.
Наряду с классикой Грегор Витт увлекается джазовой музыкой (он участвовал в записи компакт-диска «Jazzy Woodwinds»).
В настоящее время является первым гобоем Берлинской Государственной капеллы, участником Духового квинтета Берлинской Государственной капеллы, он — профессор гобоя в университете музыки и театра в Ростоке (с 2008 года Honorarprofessor), дирижёр оркестра «Мекленбургская духовая академия» (нем. Mecklenburgische Bläserakademie; является одним из её основателей).

## Педагогическая деятельность
С 1993 по 2001 год являлся профессором Университета искусств в Берлине, с 2004 года — профессор в университете музыки и театра в Ростоке. Ученики Грегора Витта стали лауреатами и дипломантами престижных международных конкурсов ARD-Wettbewerb в Мюнхене в 2008 и 2011 году, Musikwettbewerbs Markneukirchen в 2010 году. Проводит мастер-классы в Европе, США, Японии, Южной Америке. В январе 2015 года провёл трёхдневный мастер-класс в Санкт-Петербурге.

## Избранная дискография
- Bläserquintett der Staatskapelle Berlin. Franz Schubert: Arpeggione Sonate. Modest Mussorgski: Pictures at an exhibition arrangement for woodwind quintet by Joachim Linckelmann Label: Sony Classical, nr. 513858. 2003.
- Works by Bizet, Dvorak und Ravel in arrangements for woodwind quintet. Bläserquintett der Staatskapelle Berlin. Label: Castigo. 2006.
- Jazzy Woodwinds. Bläserquintett der Staatskapelle Berlin und Gäste. Originalkompositionen und Bearbeitungen für Bläserquintett und Jazztrio von Gershwin, d’Rivera, Raschke, Lehfuss, Köthe, Joplin und de Abreu. Label: Castigo, DDD, 2011. Bestellnummer: 4916942. Erscheinungstermin: 31.1.2012.